# Bauler (Eifelkreis Bitburg-Prüm)

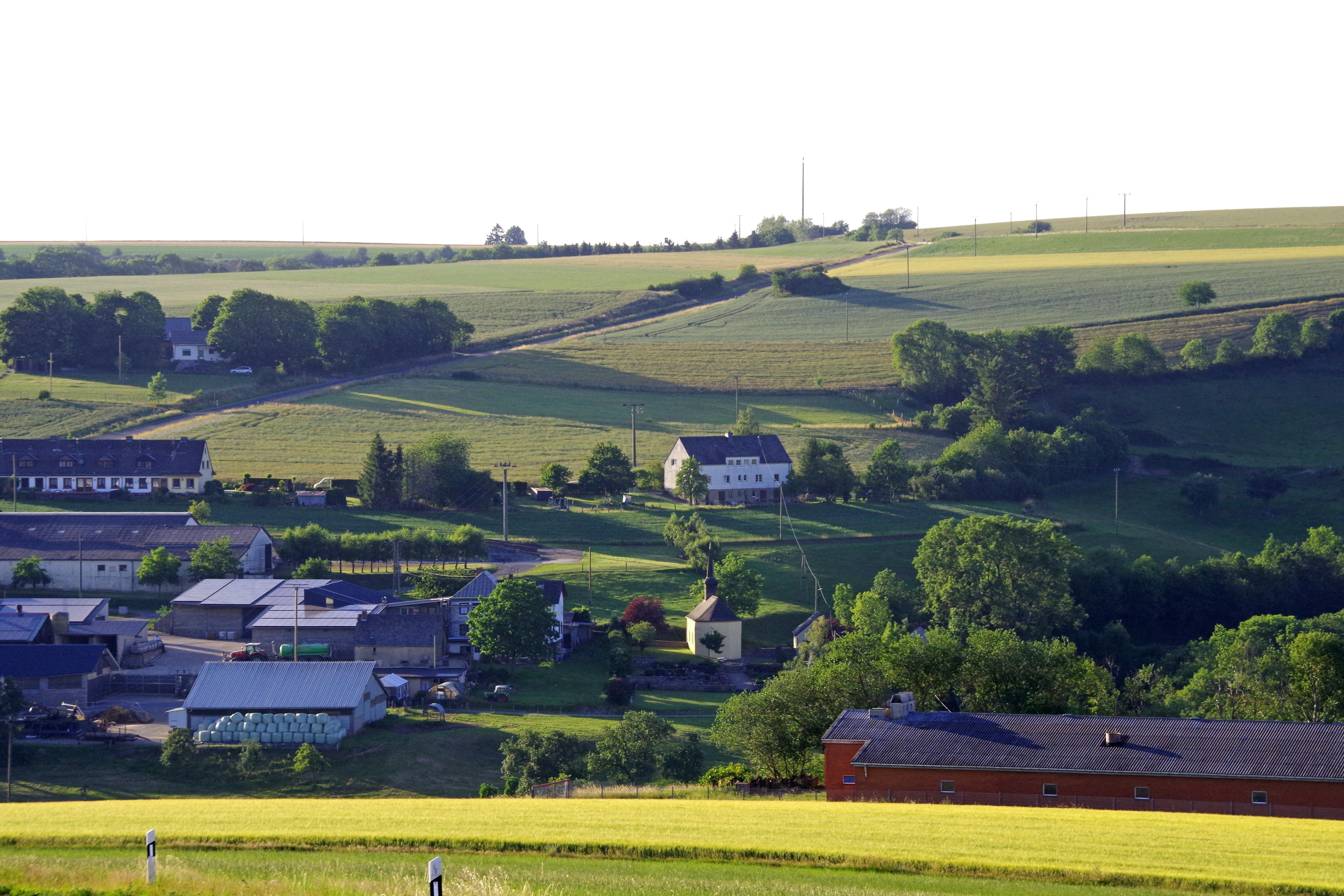
Bauler von Süden

Bauler ist eine Ortsgemeinde im Eifelkreis Bitburg-Prüm in Rheinland-Pfalz. Sie gehört der Verbandsgemeinde Südeifel an.

## Geographie
Die Gemeinde liegt an der Grenze zu Luxemburg nördlich von Vianden. Zu Bauler gehören auch der Wohnplatz Neuscheuerhof und ein Teil des Weilers Gaymühle.
Nachbarorte von Bauler sind die Ortsgemeinden Rodershausen im Norden, Berscheid im Nordosten und Körperich im Südosten, das luxemburgische Vianden im Süden, sowie die Ortsgemeinden Keppeshausen im Westen und Waldhof-Falkenstein im Nordwesten.

## Geschichte
Der älteste Fund auf der Gemarkung Baulers ist ein kleines Brandgräberfeld aus dem 1. Jahrhundert n. Chr. südöstlich des Ortes in einem Waldgebiet. Die Gräber wurden beim Bau eines Bunkers im Jahre 1938 angeschnitten. Im Nachgang konnte das Rheinische Landesmuseum Trier insgesamt 20 Gräber dokumentieren. Anhand einiger Keramikfunde konnte die Datierung in die augusteische Zeit erfolgen.
Der Ort wird 1271 in der Form de Berwitre, 1501 als Buler erwähnt. In den Güter- und Rentenspezifikationen von Schloss Roth wird im 18. Jahrhundert ein Commenderie-Gut aufgeführt. 1768  wird im Pfarrarchiv Neuerburg von einer kleinen Kapelle berichtet.
Bauler gehörte bis Ende des 18. Jahrhunderts zur Grafschaft Vianden im Herzogtum Luxemburg, nach anderen Quellen zur luxemburgischen Herrschaft Falkenstein.
Im Jahr 1794 hatten französische Revolutionstruppen die Österreichischen Niederlande, zu denen das Herzogtum Luxemburg gehörte, besetzt und im Oktober 1795 annektiert. Unter der französischen Verwaltung gehörte das Gebiet zum Kanton Vianden im Arrondissement Diekirch, der Teil des Departements der Wälder war.
Aufgrund der Beschlüsse auf dem Wiener Kongress wurde 1815 das vormals luxemburgische Gebiet östlich der Sauer und der Our dem Königreich Preußen zugeordnet. Unter der preußischen Verwaltung kam Bauler zur Bürgermeisterei Roth im Kreis Bitburg, der dem Regierungsbezirk Trier zugeordnet war.
Nach dem Ersten Weltkrieg zeitweise französisch besetzt, lag der Ort im Zweiten Weltkrieg am Westwall. Nach dem Krieg wurde Bauler Teil der französischen Besatzungszone und kam 1946 zum damals neu gebildeten Bundesland Rheinland-Pfalz. Infolge des Zweiten Weltkriegs erhob das Großherzogtum als Entschädigung für erlittene Kriegsschäden unter anderem Anspruch auf die Gemeinde Roth und den angrenzenden Kammerwald. Im Jahre 1949 wurde die Gemeinde einige Jahre von Luxemburg verwaltet und gehörte zu Vianden. Der Anspruch wurde offiziell erst im Jahre 1959 gegen andere Reparationszahlungen aufgegeben.
Bevölkerungsentwicklung
Die Entwicklung der Einwohnerzahl von Bauler, die Werte von 1871 bis 1987 beruhen auf Volkszählungen:
| Jahr | Einwohner |
| ---- | --------- |
| 1815 | 130       |
| 1835 | 220       |
| 1871 | 224       |
| 1905 | 190       |
| 1939 | 448       |
| 1950 | 167       |
| 1961 | 174       |

| Jahr | Einwohner |
| ---- | --------- |
| 1970 | 140       |
| 1987 | 92        |
| 1997 | 76        |
| 2005 | 72        |
| 2011 | 71        |
| 2017 | 69        |
| 2023 | 82        |

## Politik

### Gemeinderat
Der Gemeinderat in Bauler besteht aus sechs Ratsmitgliedern, die bei der Kommunalwahl am 9. Juni 2024 in einer Mehrheitswahl gewählt wurden, und der ehrenamtlichen Ortsbürgermeisterin als Vorsitzender.

### Bürgermeister
Marianne Milbert wurde am 11. Juli 2019 Ortsbürgermeisterin von Bauler. Da bei der Direktwahl am 26. Mai 2019 kein gültiger Wahlvorschlag eingereicht wurde, oblag die Neuwahl des Bürgermeisters gemäß rheinland-pfälzischer Gemeindeordnung dem Rat, der sich auf seiner konstituierenden Sitzung für Milbert entschied. Zur Direktwahl am 9. Juni 2024 gab es erneut keine Bewerbungen. Am 1. August wurde Marianne Milbert vom neu gewählten Rat für weitere fünf Jahre in ihrem Amt bestätigt.
Milberts Vorgänger Eduard Merz hatte das Amt 25 Jahre ausgeübt.

## Kultur und Sehenswürdigkeiten

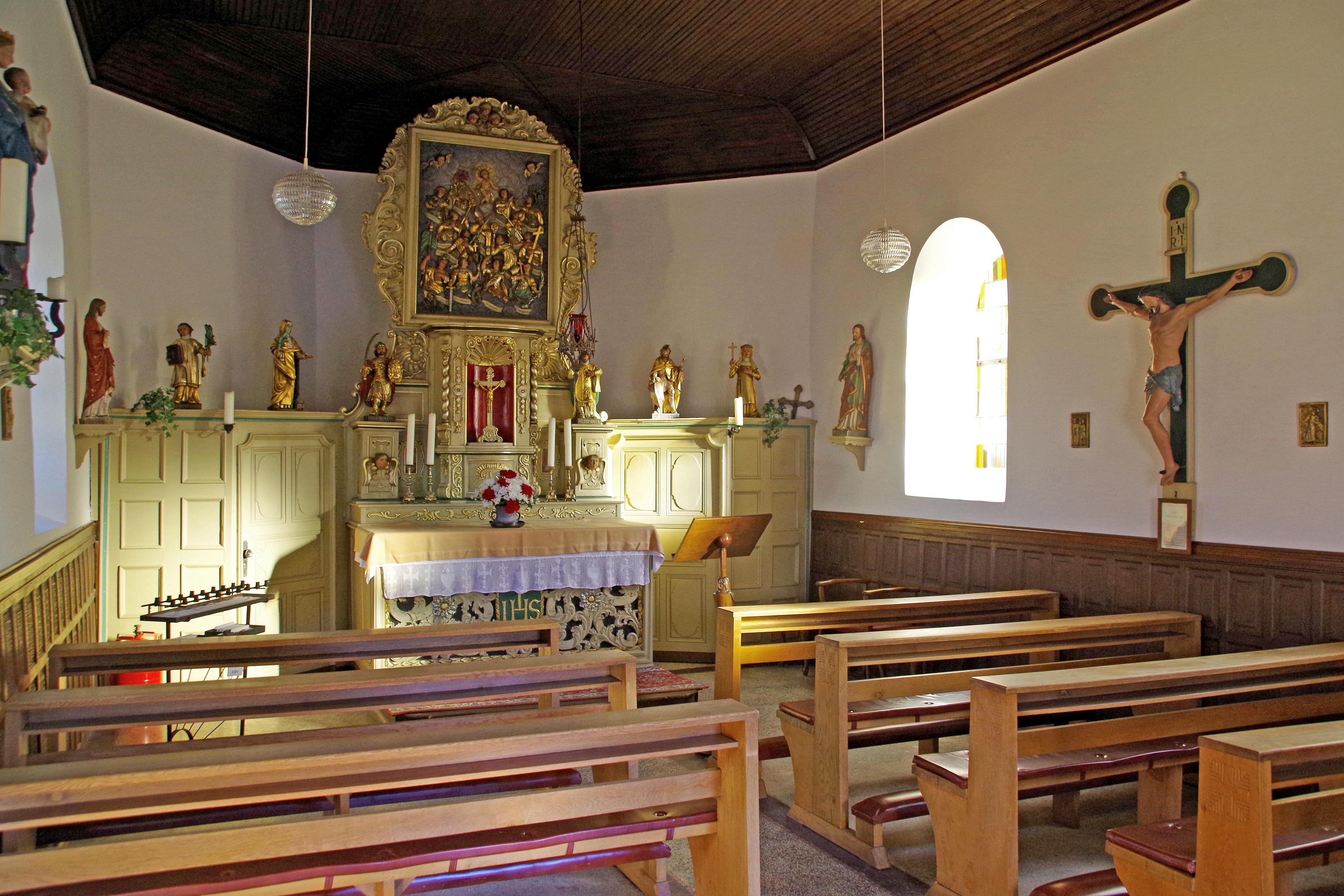
Sankt Quirinus, Innenraum

- Katholische Filialkirche Sankt Quirinus aus dem Jahre 1768, ein kleiner Saalbau mit Giebeldachreiter
- Wohnhaus in der Sandbergstrasse 8/9 aus dem Jahre 1809, mit fünfachsigem Wohnteil und zweiachsigem Backhaus
- Westwallbunker
- Holzbrücke im Gaytal

Siehe auch: Liste der Kulturdenkmäler in Bauler

## Verkehr
Bauler liegt an der Landesstraße 1.